# Wapen van Arnhem

Wapen van Arnhem

Het wapen van Arnhem is het wapen van de gemeente Arnhem, dat op 20 juli 1816 officieel bevestigd werd voor die Nederlandse gemeente. De beschrijving luidt als volgt:
"Van lazuur beladen met een dubbelden arend van zilver, gebekt en geklaauwd van goud. Het wapen gedekt met een kroon van goud met 5 fleurons en vastgehouden van weerskanten door een staande leeuw."
Het wapen is blauw van kleur met daarop een zilveren dubbelkoppige arend. De bekken en klauwen zijn allemaal goud van kleur. De kroon is goud en bestaat uit vijf bladeren. Het schild wordt vastgehouden door twee staande leeuwen van natuurlijke kleur. De leeuwen kijken de toeschouwer aan.

## Geschiedenis
Zegels uit 1281 en daaropvolgende eeuwen vertonen al dubbele adelaars; in de 17e eeuw komt de adelaar op een schild te staan. Mogelijk is het wapen afgeleid van het wapen van de familie Van Arnhem. Dat wapen bestond uit een zilveren schild met daarop een rode eenkoppige adelaar. De familie heeft verscheidene hoge functies bekleed aan het hof van verschillende keizers en ook in de raad van de stad Arnhem. Het huidige wapen werd op 26 april 1815 door de toenmalige burgemeester van de gemeente Arnhem, Mr. A.A. Gaymans, aangevraagd. De aanvraag geschiedde door een ontwerptekening te sturen naar de Hoge Raad van Adel; die tekening is nog altijd opgenomen in het archief. Het ontwerp is zonder wijzigingen overgenomen door de Hoge Raad van Adel.

## Verwante wapens

Geslachtswapen Van Arnhem
"Sevenaer" volgens Siebmachers wapenboek
Voormalige Sint-Walburgisbasiliek
Waterschap Barneveldse Beek
Wapen van Westervoort
Wapen van Elden